# O sacrum convivium
O sacrum convivium est un chant liturgique composé par Thomas d'Aquin qui honore le Saint-Sacrement. Il fut inclus dans la liturgie catholique à titre d'antienne pour les vêpres de l'office de la Fête-Dieu.  Il exprime un profond sens du sacré associé au mystère eucharistique. Le chant est inclus dans le Liber Usualis, qui est employé par les moines de l'abbaye de Solesmes. 
Il a été mis en musique par un grand nombre de compositeurs :
- Ludovico da Viadana ;
- Giovanni Pierluigi da Palestrina ;
- Gregor Aichinger ;
- Jason Bahr ;
- William Byrd ;
- Luca Marenzio ;
- Tomas Luis de Victoria ;
- Francisco Guerrero ;
- Giuseppe Antonio Bernabei ;
- Jean Desfontaines, JeD.168 ;
- Marc-Antoine Charpentier, 4 compositions H.235, H.239, H.239 a, H.240 ;
- Andrea Gabrieli ;
- Giovanni Battista Pergolesi ;
- Giovanni Croce ;
- Douglas Brooks-Davies ;
- Thomas Tallis ;
- Giovanni Paolo Cima ;
- Lorenzo Perosi ;
- Francesc Valls ;
- Javier Busto ;
- Franz Liszt ;
- Théodore Dubois ;
- Olivier Messiaen ;
- Noel Goemanne ;
- Matthew Harris ;
- Kenneth Leighton ;
- Peter Mathews ;
- Francisco J. Nunez ;
- Hendrik Andriessen ;
- Don Michael Dice ;
- Jan Pieterszoon Sweelinck ;
- Roberto Remondi.
- Jean-Louis Couturier ;

La version de James Biery avait été écrite pour la cathédrale Saint-Joseph de Connecticut et est composée en a cappella. Eugene Englert a créé sa propre version chromatique. Roger T. Petrich a enregistré une version moderne de O Sacrum.

## Texte

### Latin
O sacrum convivium!
in quo Christus sumitur:
recolitur memoria passionis ejus:
mens impletur gratia:
et futurae gloriae nobis pignus datur.
Alleluia.

### Français
O banquet sacré
où l'on reçoit le Christ !
On célèbre le mémorial de sa passion,
l'âme est remplie de grâce
et, de la gloire future, le gage nous est donné.
Alleluia